# Priamo della Quercia

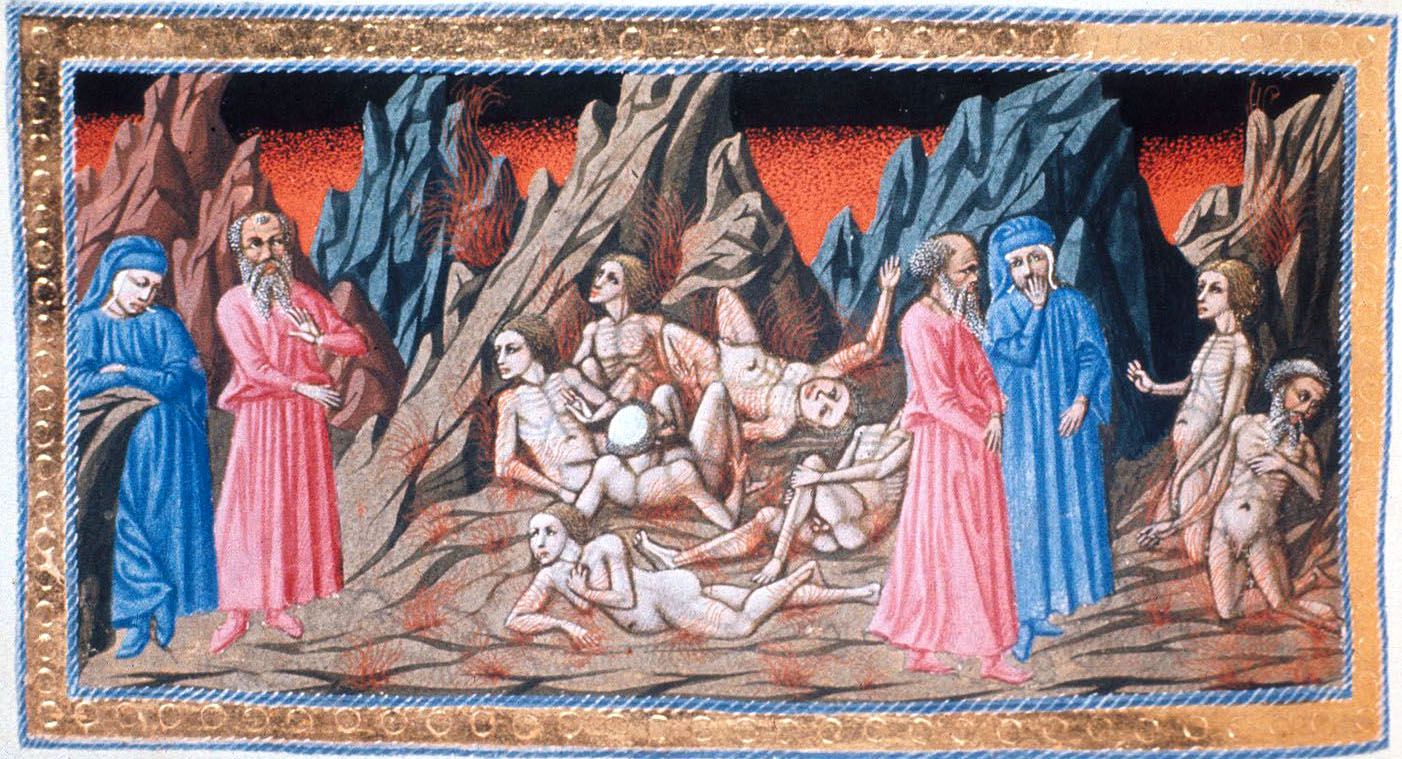
Dantes Inferno, Miniatur in der Handschrift Yates Thompson 36 der British Library (gegen 1450)

Priamo della Quercia (* um 1400 vermutlich in Quercegrossa, Castelnuovo Berardenga bei Siena; † nach 1467 in Siena) war ein italienischer Maler der Frührenaissance.
Priamo della Quercia war Bruder des berühmten Bildhauers Jacopo della Quercia, doch blieb sein Malstil bei den wenigen sicher zuzuschreibenden Werken noch eher in der Spätgotik verwurzelt. Im Gegensatz zu den Werken seines Bruders setzte er keine richtungsweisenden Akzente hin zur Frührenaissance, sondern kopierte eher solche Elemente von anderen Künstlern seiner Zeit, z. B. Domenico di Bartolo.
Über das Leben des Priamo della Quercia ist wenig bekannt, auch sind nur wenige Werke ganz eindeutig seiner Hand zuzuweisen, darunter jedoch zwei durchaus bedeutende in Santa Maria della Scala in Siena.

## Hauptwerke
- Illustration von Dantes Divina Commedia, London, BL, Yates Thompson 36
- Investitur des Hospizleiters (1442), Fresko im Pilgersaal des Ospedale Santa Maria della Scala in Siena
- Fresko Beato Giovanni Colombini im Piussaal des Ospedale Santa Maria della Scala in Siena
- Gargano und der Stier, 15. Jahrhundert Lucca, Pinakothek
- Madonna mit Kind und bewundernden Engeln, 15. Jahrhundert, Metropolitan Museum, New York